# Polycyathus verrilli
Polycyathus verrilli är en korallart som beskrevs av Duncan 1889. Polycyathus verrilli ingår i släktet Polycyathus och familjen Caryophylliidae.
Artens utbredningsområde är Indiska oceanen. Inga underarter finns listade i Catalogue of Life.